# Ademir Kenović
Ademir Kenović (Sarajevo, 1950.), bosanskohercegovački redatelj, producent, scenarist.
Na Sveučilištu u Sarajevu godine 1974. diplomira engleski jezik i literaturu s radom na temu Shakespeare i film. 1972. – 1973. odlazi u SAD gdje na Dennison sveučilištu, Ohio studira film, englesku literaturu i umjetnost. Od 1989. profesor je na ASU u Sarajevu.
Kenović je sudjelovao na brojnim projektima Televizije Sarajevo. Njegov drugi film Kuduz (1989.) bio je nominiran za nagradu Felix, nagradu Europske filmske akademije.

## Filmografija
- Karaula (2006.), producent
- Tajni prolaz (2004.), redatelj
- Kod amidže Idriza (2004.), producent
- Ljeto u zlatnoj dolini (2003.), producent
- Gori vatra (2003.), producent
- Savršeni krug (1997.), redatelj, scenarist
- MGM Sarajevo: Čovjek, Bog, Monstrum (1994.), redatelj, producent
- Kuduz (1989.), redatelj, scenarist
- Ovo malo duše (1986.); redatelj

## Nagrade
- 1997. osvojio je nagradu François Chalais Filmskog festivala u Cannesu za film Savršeni krug
- 1997. nominacija za Europsku filmsku nagradu za film Savršeni krug u konkurenciji za najbolji scenarij (zajedno s Abdulahom Sidranom)
- 1997. dobitnik Specijalne nagrade na Filmskom festivalu u Parizu za film Savršeni krug
- 1997. dobitnik nagrade publike na Filmskom festivalu u St. Louisu za film Savršeni krug
- 1997. dobitnik Tokyo Grand Prix nagrade te nagrade za najboljeg redatelja na Filmskom festivalu u Tokiju za film Savršeni krug
- 1997. dobitnik FIPRESCI nagrade na Filmskom festivalu Valladolid za film Savršeni krug